# 克勞塞維茨行動
克勞塞維茨行動，或稱為克勞塞維茨方案（德語：Fall Clausewitz），是納粹德國於第二次世界大戰末期為防衛首都柏林而設的計畫代號。該行動於1945年3月9日由納粹德國政府所發布的《帝國首都防衛行動的基本指令》（Grundsätzlicher Befehl für die Vorbereitungen zur Verteidigung der Reichshauptstadt）所建立。基本指令的第二點描述了克勞塞維茨行動的概略內容：「帝國首都的防衛任務必須戰至最後一兵一卒。」這項指令被視為納粹政權抵擋蘇聯進犯的背水一戰。
基本指令將柏林劃分為九個戰略防禦區；柏林市區依其既有的政府區劃為八區，並按照拉丁字母「A」至「H」依序標記，再加上標記為「Z」的柏林市中心:87。此外，整個大柏林地區將進一步劃分為四個同心圓區域，分別是化外區域，其範圍大於城市邊界；外圍防禦圈，其範圍大致等於城市邊界；內層防禦圈，其範圍略大於柏林環狀鐵路路線；以及最內層的核心區域（Zitadelle），即標記為「Z」的柏林市中心:87。除了設置多重防禦圈外，基本指令還列舉了數項規定以便於戰事爆發時迅速將柏林轉變為前線城市：
- 所有國防軍與親衛隊總部與辦公室均須撤出柏林[5]
- 國防軍最高統帥部首都中央指揮所需於克勞塞維茨行動啟動後六小時內自霍亨索倫堤道大街（德语：Hohenzollerndamm）撤往動物園碉堡掩體[4]
- 全城戒嚴，並授與治安單位與軍隊當場處決違反者的權力[4]

1945年4月20日，希特勒下令啟動克勞塞維茨行動，基本指令所載的各項規範於是立即生效；柏林市隨即進入戰備狀態。

## 大眾文化
2004年德國電影《帝國毀滅》曾提及克勞塞維茨行動；電影中敘述行動開始後「所有政府部會」都將撤離柏林。